# Josep Malbertí Marroig
Josep Malbertí Marroig (Palma, 1894 - 1967) fou un dibuixant i fotògraf mallorquí.
Va ser dibuixant i fotògraf al Servei d'Excavacions de la Diputació de Barcelona dirigit per Pere Bosch Gimpera. El setembre de 1922 participà amb Pere Bosch Gimpera en una prospecció per a documentar pintures i gravats rupestres a l'àrea de Tivissa. El 1918-1920 va col·laborar amb Josep Colominas Roca, en la primera excavació del poblat talaiòtic de Capocorp Vell (Llucmajor). Va excavar la cova de na Fonda a sa Vall (Ses Salines) el 1935. Va ser conservador del Museu Municipal del Castell de Bellver a Palma de 1931 a 1967. Entre les seves publicacions hi figura "El Castillo de Bellver" (1960). El juny de 1936 signà la Resposta als Catalans.